# Movimiento circular uniformemente acelerado
En física, el movimiento circular uniformemente acelerado (MCUA) o movimiento circular uniformemente variado (MCUV) es un movimiento circular cuya aceleración angular α es constante. 

## MCUA en mecánica newtoniana
Dada la aceleración angular α debemos obtener la velocidad angular ω mediante la siguiente ecuación: 

(1){\displaystyle \omega (t)=\omega _{0}+\alpha t}

Siendo α la aceleración y ω0 la velocidad inicial. Dada la velocidad angular ω(t) en función del tiempo es sencillo encontrar la evolución de la posición:

(2){\displaystyle \theta (t)=\theta _{0}+\omega _{0}t+{\frac {1}{2}}\alpha t^{2}}

Formalmente estas fórmulas son análogas a las del movimiento rectilíneo uniformemente acelerado (MRUA) si bien las implicaciones prácticas pueden ser importantes. Por ejemplo, el MRUA requiere una fuerza centrípeta creciente, por lo que si se construye un sistema que ejecute un MCUA es posible que en algún momento se rebase la capacidad resistente de los materiales usados para construir el sistema. La fuerza total necesaria para sostener el MCUA dado por la ecuación (1) vendrá dada por:

{\displaystyle F(t)=mR{\sqrt {\alpha ^{2}+(\omega _{0}+\alpha t)^{4}}}}

donde R es el radio de la trayectoria.

### Aceleración total
A pesar del nombre, en realidad en el MCUA, la aceleración no puede ser constante, ya que una aceleración tangencial constante asociada a {\displaystyle \alpha } constante requiere una aceleración centrípeta proporcional al cuadrado de la velocidad y, dado que la velocidad no es constante, la aceleración total, la suma de aceleración tangente y normal, crece indefinidamente. Más exactamente:

(3){\displaystyle a={\sqrt {a_{tan}^{2}+a_{nor}^{2}}}={\sqrt {\alpha ^{2}R^{2}+(\omega _{0}+\alpha t)^{4}R^{2}}}}

donde {\displaystyle R} es el radio de la trayectoria.

## MCUA en relatividad
En teoría de la relatividad no puede existir un auténtico MCUA indefinidamente ni aun con una fuerza creciente. Esto se debe a que la fuerza en la dirección de la velocidad o fuerza paralela vendría dada por:

{\displaystyle F_{\|}={\frac {m\omega R\cos \alpha }{\left(1-{\frac {\omega ^{2}R^{2}}{c^{2}}}\right)^{3/2}}}a}

donde:
{\displaystyle \omega \,} la velocidad angular.
{\displaystyle R\,} es el radio de la trayectoria.
{\displaystyle \alpha } el ángulo entre la velocidad y la aceleración a.
{\displaystyle c\,} la velocidad de la luz.
Esta fuerza podría llegar a hacerse infinita en un tiempo finito lo cual es físicamente irrealizable.